# めざせ!グルメスター
『めざせ!グルメスター』とは、NHK BSプレミアムで2013年4月4日から2014年3月20日まで放送されていたテレビ番組である。

## 番組概要
この番組では、このところのB級グルメブームによって、街を元気にしていることに着目し、新しい「ご当地グルメスター」を開発しようとする地域の人たちを応援するもので、その土地ならではの食材や料理を活かすにはどうしたらいいのかを、スタジオに集まる、各界の“異才”たちがアイデアを出し合い、試食や実験を行って、地域の人たちの熱い想いを形にするお手伝いをしていくものである。

## 放送時間
- 毎週木曜日 21時 - 22時

## 出演者
司会
- 細川茂樹
- 小林千恵アナウンサー

ナレーション
- あおい洋一郎
- 四本木典子

スタジオゲスト
- 品田英雄、安田美沙子、舞の海秀平、柳生九兵衛、門倉貴史、佐藤秀美ほか

リポーター
- 高橋愛、ユージほか